# خليلة علي
خليلة كاماتشو علي (بالإنجليزية: Khalilah Ali)‏ (ولدت باسم:بليندا بويد في عام 1950) هي الزوجة السابقة للملاكم الراحل محمد علي. في عام 1967 وتحديداً في سن السابعة عشر، تزوجت محمد علي. وبعد عشر سنوات، تطلقت منه. كان لديها أربعة أطفال من محمد علي.
درست الكاراتيه، وعام 1977، حصلت على شهادة الحزام الأسود الثالث. خليلة درست على يد جيم كيلي وستيف سوندرز. وحصلت على الدرجة التاسعة في الحزام الأسود. ظهرت على غلاف مجلة إبوني سبع مرات. تزوجت في عقد 1980 وتطلقت أكثر من مرتين.
في عام 1976 ظهرت في فيلم متلازمة الصين.

## روابط خارجية
- خليلة علي على موقع IMDb (الإنجليزية)
- خليلة علي على موقع قاعدة بيانات الأفلام السويدية (السويدية)
- خليلة علي على موقع كينوبويسك (الروسية)